# NGC 2217

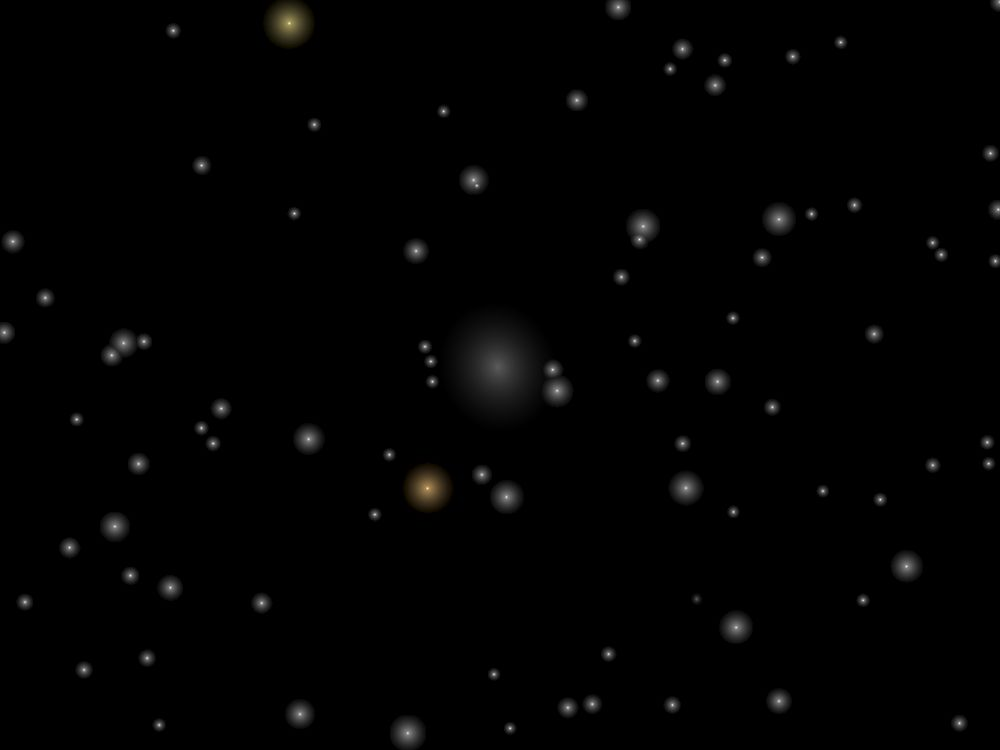

NGC 2217 è una galassia a spirale barrata nella costellazione del Cane Maggiore.
È individuabile 3 gradi a nord della stella ζ Canis Majoris; si presenta in un telescopio di modeste dimensioni come una chiazza chiara e ben delineata. Un riflettore superiore ai 200mm di apertura consente di apprezzarne i dettagli: il nucleo centrale, molto concentrato, è attraversato da una barra che lo percorre in senso NW-SE, con i bracci esili che si dispongono attorno ad esso, formando un anello perfetto. Dista dalla Via Lattea circa 62 milioni di anni-luce.

## Scoperta
La galassia è stata scoperta il 20 gennaio 1835 dall'astronomo britannico John Herschel.